# Festuca killickii
Festuca killickii är en gräsart som beskrevs av Kenn.-o'byrne. Festuca killickii ingår i släktet svinglar, och familjen gräs.
Artens utbredningsområde är KwaZulu-Natal. Inga underarter finns listade i Catalogue of Life.